# Chōnosuke Takagi
Chōnosuke Takagi (jap. 高木長之助, Takagi Chōnosuke; * 26. Oktober 1948; † 6. Dezember 2016) war ein japanischer Judoka, der 1973 Weltmeister und 1975 Weltmeisterschaftsdritter im Schwergewicht war.
Chōnosuke Takagi siegte 1970 bei den japanischen Meisterschaften im Schwergewicht. 1972 und 1976 war er Zweiter im Schwergewicht. In den Jahren 1973, 1975 und 1978 belegte er den zweiten Platz bei den Meisterschaften in der offenen Klasse.
Bei den Weltmeisterschaften 1973 in Lausanne traf er zweimal auf Dschibilo Nischaradse aus der Sowjetunion. Im Poolfinale unterlag der Japaner, konnte sich mit einem Sieg in der Hoffnungsrunde gegen den Iren Matthew Folan für das Halbfinale qualifizieren. Im Halbfinale bezwang er den zweiten Vertreter der Sowjetunion Sergei Nowikow. Im Finale gewann Takagi gegen Nischaradse. Zwei Jahre später bei den Weltmeisterschaften 1975 in Wien unterlag er im Viertelfinale Sergei Nowikow. Im Kampf um eine Bronzemedaille gewann er gegen den Jugoslawen Radomir Kovačević. Bei der ersten Austragung des Jigoro Kano Cups belegte Chōnosuke Takagi 1978 einen dritten Platz im Schwergewicht.